# 及川栞
及川栞（日语：／ Oikawa Shihori，1989年3月12日—），日本女子曲棍球运动员，2013年亚洲杯女子曲棍球赛金牌得主、2018年亚洲运动会女子曲棍球金牌得主、2022年亚洲杯女子曲棍球赛金牌得主。